# Acritus bisulcithorax
Acritus bisulcithorax är en skalbaggsart som beskrevs av Cooman 1936. Acritus bisulcithorax ingår i släktet Acritus och familjen stumpbaggar. Inga underarter finns listade i Catalogue of Life.